# Collegio uninominale Puglia - 13
Il collegio elettorale uninominale Puglia - 13 è stato un collegio elettorale uninominale della Repubblica Italiana per l'elezione della Camera dei deputati tra il 2017 ed il 2022.

## Territorio
Come previsto dalla legge elettorale italiana del 2017, il collegio era stato definito tramite decreto legislativo all'interno della circoscrizione Puglia.
Era formato dal territorio di 7 comuni: Brindisi, Carovigno, Ceglie Messapica, Cisternino, Fasano, Ostuni e San Vito dei Normanni.
Il collegio era quindi interamente compreso nella provincia di Brindisi.
Il collegio era parte del collegio plurinominale Puglia - 03.

## Eletti
| Elezione | Elezione | Deputato    | Partito               |
| -------- | -------- | ----------- | --------------------- |
|          | 2018     | Anna Macina | Movimento 5 Stelle    |
|          | 2022     | Anna Macina | Insieme per il futuro |

## Dati elettorali

### XVIII legislatura
Come previsto dalla legge elettorale, 232 deputati erano eletti con sistema a maggioranza relativa in altrettanti collegi uninominali a turno unico.
| Candidati              | Candidati             | Voti    | %     | Liste                    | Voti    | %     |
| ---------------------- | --------------------- | ------- | ----- | ------------------------ | ------- | ----- |
|                        | Anna Macina ✔️ Eletto | 54 145  | 44,51 | Movimento 5 Stelle       | 54 145  | 44,51 |
|                        | Vittorio Zizza        | 42 592  | 35,01 | Forza Italia             | 24 217  | 19,91 |
| Lega                   | Vittorio Zizza        | 42 592  | 35,01 | 7 295                    | 6,00    |       |
| Noi con l'Italia - UDC | Vittorio Zizza        | 42 592  | 35,01 | 6 010                    | 4,94    |       |
| Fratelli d'Italia      | Vittorio Zizza        | 42 592  | 35,01 | 5 070                    | 4,17    |       |
|                        | Giovanni Epifani      | 17 167  | 14,11 | Partito Democratico      | 14 744  | 12,12 |
| +Europa                | Giovanni Epifani      | 17 167  | 14,11 | 1 483                    | 1,22    |       |
| Italia Europa Insieme  | Giovanni Epifani      | 17 167  | 14,11 | 566                      | 0,47    |       |
| Civica Popolare        | Giovanni Epifani      | 17 167  | 14,11 | 374                      | 0,31    |       |
|                        | Giuseppe Palazzo      | 3 265   | 2,68  | Liberi e Uguali          | 3 265   | 2,68  |
|                        | Angelo Brandi         | 1 103   | 0,91  | Potere al Popolo!        | 1 103   | 0,91  |
|                        | Antonio D'Autilia     | 1 008   | 0,83  | PRI - ALA                | 1 008   | 0,83  |
|                        | Sonia Boi             | 688     | 0,57  | CasaPound                | 688     | 0,57  |
|                        | Gianfranco Ribezzo    | 527     | 0,43  | Italia agli Italiani     | 527     | 0,43  |
|                        | Natassya Ancona       | 468     | 0,38  | Il Popolo della Famiglia | 468     | 0,38  |
|                        | Antonino Mosaico      | 429     | 0,35  | Partito Comunista        | 429     | 0,35  |
|                        | Pietro Guzzo          | 147     | 0,12  | Partito Valore Umano     | 147     | 0,12  |
|                        | Giuseppe Storelli     | 115     | 0,09  | 10 Volte Meglio          | 115     | 0,09  |
| Totale                 | Totale                | 121 654 | 100   |                          | 121 654 | 100   |
|                        |                       |         |       |                          |         |       |
| Voti non validi        | Voti non validi       | 4 376   | 3,47  |                          |         |       |
| Votanti                | Votanti               | 126 030 | 68,69 |                          |         |       |
| Elettori               | Elettori              | 183 485 |       |                          |         |       |